# Khadim Diaw
Khadim Diaw (ur. 7 lipca 1998 w Dakarze) – senegalsko-mauretański piłkarz grający na pozycji lewego obrońcy Od 2023 jest zawodnikiem klubu Al-Hilal Omdurman.

## Kariera klubowa
Swoją karierę piłkarską Diaw rozpoczął w klubie Génération Foot. W sezonie 2013/2014 zadebiutował w jego barwach w trzeciej lidze senegalskiej. Grał w nim do 2020 roku. Wraz z nim wywalczył dwa mistrzostwa Senegalu w sezonach 2016/2017 i 2018/2019 oraz wicemistrzostwo w sezonie 2017/2018. Zdobył też dwa Puchary Senegalu w latach 2015 i 2018.
W latach 2020–2023 Diaw występował w gwinejskim klubie Horoya AC. Duwkrotnie został z nim mistrzem kraju w sezonach 2020/2021 i 2021/2022 oraz wicemistrzostwo w sezonie 2022/2023.
Latem 2023 Diaw przeszedł do sudańskiego klubu Al-Hilal Omdurman.

## Kariera reprezentacyjna
W reprezentacji Senegalu Diaw zadebiutował 28 lipca 2019 w przegranym 0:1 meczu Mistrzostw Narodów Afryki 2020 z Liberią, rozegranym w Monrovii. W kadrze Senegalu rozegrał 4 mecze, wszystkie 2019 roku.
W 2022 roku Diaw zdecydował się reprezentować Mauretanię. W reprezentacji Mauretanii Diaw zadebiutował 27 września 2022 w wygranym 2:0 towarzyskim meczu z Kongiem, rozegranym w Al-Muhammadijji. W 2024 roku powołano go do kadry na Puchar Narodów Afryki 2023.